# Большая четвёрка (мужской теннис)
Большая четвёрка — на рубеже первых десятилетий XXI века сленговое название квартета теннисных игроков Роджера Федерера, Рафаэля Надаля, Новака Джоковича и Энди Маррея. Эти игроки в тот момент являлись сильнейшими в мужском одиночном профессиональном туре в плане побед на турнирах, включая соревнования Большого шлема, ATP Masters 1000, а также ATP World Tour Finals и Олимпийские Игры.
Федерер впервые достиг этого уровня после победы на Уимблдоне в 2003 году и подъёма на первую строчку рейтинга 2 февраля 2004 года. Надаль присоединился к нему в 2005 году, выигрывая почти все грунтовые соревнования на этом уровне. Швейцарец и испанец занимали первые два места в рейтинге 211 недель подряд: с июля 2005 года по август 2009 года. C 2007 года к ним постепенно стал подтягиваться Джокович, а с 2008 года — Маррей. В 2012 году участники квартета впервые поделили между собой победы на всех соревнованиях серии Большого шлема..
С этого времени термин «Большая четвёрка» стал популярным среди средств массовой информации. С 2010 года употребляется также термин «Золотая эра». Термин «Большая четвёрка» применялся также с середины 1970-х до 1980-х годов и с 1920-х до 1930-х годов. Квартет выиграл 69 из последних 81 (85,19 %) турниров Большого шлема (с Уимблдона 2003 по ЮС Опен 2023), и с 2004 года по 2022 год не отдавали никому звание первой ракетки мира даже на одну неделю (пока 28 февраля 2022 года их гегемонию не прервал Даниил Медведев). Джокович  выиграл 24 турнира Большого шлема, Надаль — 22, Федерер — 20 и Маррей — 3. Федерер, Надаль и Джокович взяли карьерный шлем, выиграв каждый из четырёх турниров Большого шлема по крайней мере один раз (Джокович — 3 (рекорд), Надаль — 2), а Рафаэль, кроме того, имеет рекордные 14 побед на Открытом чемпионате Франции. Надаль также выиграл золотые медали на летних Олимпийских играх 2008 в одиночном разряде и на летних Олимпийских Играх 2016 в парном разряде. Джокович является рекордсменом по количеству побед на открытом чемпионате Австралии (10 шлемов). Энди Маррей не выигрывал Открытый чемпионат Франции и Открытый чемпионат Австралии, но выиграл золотые медали в одиночном разряде на летних Олимпийских играх 2012 и 2016, став двукратным победителем Олимпийских игр, а также добавил серебро смешанного парного разряда Олимпийских Игр 2012 года. Федерер также имеет 2 медали Олимпийских Игр: золото в парном разряде 2008 года и серебро в одиночном разряде 2012 года. Джокович выигрывал золото Олимпиады в одиночном разряде в 2024. Также Новак стал первым и пока единственным игроком, который выиграл все 9 турниров ATP World Tour Masters 1000 по 2 раза (отсчёт ведется с 1990 года). Джокович является рекордсменом по количеству недель на первой строчке рейтинга ATP (428), а также рекордсменом по количеству сезонов, завершённых в статусе первой ракетки мира (8).

## История

### До 2008
В начале 2000-х была замечена «смена поколений». Роджер Федерер впервые сыграл на турнире ATP в возрасте 17 лет в 1998 году и на момент окончания сезона 2002 занимает шестое место в мире, его первый конец года в рейтинге — в топ 8. Его прорыв произошел в 2003 году, когда он выиграл свой первый турнир Большого шлема и закончил год номером 2 в мире за Энди Роддиком. Следующие два года швейцарец доминировал, выиграв пять из восьми турниров Большого Шлема и проиграв всего десять матчей в 2004 и 2005 годах.
Надаль выиграл свой первый матч в возрасте 15 лет и 10 месяцев в апреле 2002 года и он победил Федерера в 2004 году в Майами. 2005 год был годом прорыва Надаля, в котором он выдал фантастическую серию из 24 матчей подряд на грунте, в том числе свой первый Открытый чемпионат Франции, и он закончил год номером 2 в мире, в то время как Федерер остался номером 1 второй год подряд.
Период между 2005 и 2008 годами доминирует дуэт Федерер-Надаль. Они выиграли 11 последовательных турниров Большого шлема, встречаясь в каждом финале Открытого чемпионата Франции и Уимблдона с 2006 по 2008 год. Финал Уимблдона, который выиграл Надаль, называют «величайшим матчем в истории». В 2005—2010 годах они заканчивали год на первых двух строчках рейтинга.
Новак Джокович и Энди Маррей играли друг с другом в юниорском возрасте и дебютировали на турнире Большого шлема в 2005 году. Джокович играл на Турнире ATP в 2004 году, в то время как Маррей — в 2005 году. Они оба достигли топ-100 мирового рейтинга в 2005 году, а топ-10 — в 2007 году. Джокович начал бороться за победы в турнирах с Федерером и Надалем регулярно. Он также выиграл два турнира серии Masters 1000 (5 титулов в общей сложности) и занял 3-е место в мире. Маррей, который был вынужден не играть на Открытом чемпионате Франции и Уимблдоне из-за травмы, закончил 2007 год на 11-м месте в рейтинге, выиграв два турнира ATP.

### 2008—10
Это было время, в котором сначала Новак Джокович, а затем Энди Маррей начали соперничать с Роджером Федерером и Рафаэлем Надалем. В 2008 году на Открытом чемпионате Австралии Новак Джокович победил Роджера Федерера в полуфинале, достигнув своего первого финала на Открытом чемпионате Австралии и закончил серию Федерера из десяти последовательных финалов на Турнирах Большого шлема. Джокович победил Жо-Вилфрида Тсонгу (который выиграл у Надаля в полуфинале) и выиграл свой первый турнир Большого Шлема. После Открытого чемпионата Австралии Новак вышел на третье место в рейтинге. Энди Маррей продолжал прогрессировать, достигнув четвертьфинала на Уимблдоне и проиграв Надалю. Он также выиграл свои первые титулы серии Masters 1000.
Федерер и Надаль оставались ведущими игроками мира и играли между собой в финалах Открытого чемпионата Франции и Уимблдона. Надаль выиграл оба, причем последний описан как один из величайших теннисных матчей всех времен. В августе 2008 года Надаль выиграл Олимпиаду и сместил Роджера с первой строчки мирового рейтинга. Федерер был первым в мире рекордные 237 недель подряд.
На Открытом чемпионате США впервые все четыре игрока Big 4 вышли в полуфинал одного ТБШ. Федерер победил Джоковича в полуфинале, в то время как Маррей выиграл у Надаля. Федерер затем победил Маррея в финале, выиграл свой пятый подряд титул Открытого чемпионата США. После успеха на Открытом чемпионате США Маррей вошел в первую четверку в рейтинге АТР, впервые все четыре игрока квалификацировались на Tennis Masters Cup, который выиграл Джокович. Несмотря на то, что Рафаэль не играл на этом турнире из-за травмы, Надаль завершил год первой ракеткой мира, опередив Федерера, Джоковича и Маррея.
В 2009 году Большая четверка провела целый год на первых 4 местах рейтинга. Тогда начал использоваться термин «Большая четверка», хотя Федерер и Надаль всё же доминировали на протяжении всего сезона. На Открытом чемпионате Австралии Надаль выиграл свой первый Australian Open, победив в финале Федерера, а Маррей и Джокович были побеждены в более ранних раундах. Надаль доминировал в начале сезона, но страдал от травм, что позволило Федереру выиграть много турниров во втором полугодии. Федерер выиграл Ролан Гаррос первый раз, тем самым, став первым из большой четверки обладателем карьерного Большой шлема (победа на всех 4 ТБШ в разные года). Также этот год Федерер вышел в финал всех ТБШ. В 2009 году впервые с Australian Open 2005, ТБШ выиграл кто-то кроме Федерера, Надаля и Джоковича. US-Open 2009 выиграл Аргентинец Хуан Мартин Дель Потро, обыграв в финале Федерера.
2010 год стал годом Надаля, он выиграл 3 из 4 ТБШ (кроме Открытого Чемпионата Австралии, где первенствовал Федерер) и закончил год на 1 строчке рейтинга. Также благодаря победе на US-Open, он стал вторым обладателем карьерного Большого шлема в большой четверке и первым (и на тот момент единственным) обладателем карьерного Золотого шлема (победа на всех ТБШ + победа на Олимпиаде в одиночном разряде). В 2024 году Новак Джокович победил на Олимпиаде и также стал обладателем карьерного Золотого шлема.

### 2011—12
В 2011 произошла резкая смена лидера в мужском туре, Новак Джокович выиграл 3 ТБШ, не покорился ему только неприступный Roland Garros, который уже привычно выиграл Надаль. Этот год Новак закончил лидером рейтинга.
В 2012 году серьезного прогресса добился Маррей, который считается слабейшим членом Большой четверки. Сначала он дошел до финала Уимблдона, где встретился с Федерером и уступил, но потом взял у него реванш, выиграв домашнюю Олимпиаду в Лондоне и одолев Федерера в финале. А осенью выиграл свой первый ТБШ — US-Open.
Для Федерера 2012 — последний год, когда он возглавлял рейтинг ATP (в общей сложности он пробыл первым 302 недели — этот рекорд в 2022 году побил Джокович - 361 неделя).
В 2012 впервые каждый представитель большой четверки выиграл по одному ТБШ. После этого СМИ начали еще активнее употреблять термин «Большая четверка».

### 2013—14
2013 год был годом доминирования Надаля, он выиграл Roland Garros и US-Open и закончил год на первом месте. Начавшаяся на Roland Garros-2005 серия из участий хоть кого-нибудь из членов большой четвёрки в титульных матчах на турнирах Большого шлема оборвалась на US Open-2014, когда в полуфинале турнира Джокович не смог переиграть Кэя Нисикори, а Федерер уступил Марину Чиличу. В середине 2014 Джокович сместил Надаля с вершины (Надаль к этому моменту пробыл на 1 месте 141 неделю).

### 2015—16
В 2015—2016 годах Джоковичу покорилось большое достижение — он собрал некалендарный большой Шлем, выиграв поочередно 4 ТБШ, начав эту серию на Уимблдоне 2015 и закончив на Roland Garros 2016. Также победой на открытом чемпионате Франции он наконец стал третьим в Большой четверке, кто собрал карьерный Большой шлем. Но после этой победы его результаты пошли на спад — он был на первом месте рейтинга вплоть до 7 ноября 2016 года (223 недели всего и 122 недели подряд), когда, выдав фантастическую вторую половину сезона, Энди Маррей смог впервые в карьере стать № 1 (в 29 лет). Впервые в истории судьба первой строчки по итогам года решалась в последнем матче сезона — финале итогового турнира ATP. В нём Маррей победил Джоковича со счетом 6:3 6:4. Надаль и Федерер досрочно завершили год из-за травм.

### 2017—18
Федерер и Надаль, которые, казалось бы, начали сдавать позиции относительно Маррея и Джоковича, после перерыва набрали хорошую форму. Они разыграли между собой финал Australian Open, который остался в пяти сетах за Федерером. Маррей остановился в четвёртом круге, Джокович во втором. Позже они встречались ещё дважды в Индиан-Уэллсе и Майами. Эти встречи также остались за Федерером. Федерер пропустил Roland Garros для подготовки к Уимблдону, а турнир в рекордный десятый раз остался за Надалем. Маррей остановился в полуфинале, Джокович в четвертьфинале. Подготовка для Федерера не прошла даром — Уимблдон остался за ним. Надаль вновь стал 1-й ракеткой мира и завоевал титул на US Open 2017, а Федерер закончил турнир в четвертьфинале. Маррей и Джокович участия в турнире не приняли и из-за травм досрочно завершили сезон. После удачной серии осенних турниров и снятия Федерера с мастерса в Париже, Надаль обеспечил себе первое место в рейтинге по итогам года (4-й раз в карьере: 2008, 2010, 2013, 2017).
В 2018 году доминирование Федерера и Надаля продолжилось. Маррей не успел восстановиться после травмы и пропустил первую половину сезона, а Джокович очень медленно набирал форму и только к грунтовому отрезку начал напоминать себя прежнего. Первые 2 шлема в сезоне разыграли Федерер и Надаль, взявшие Australian Open и Roland Garros соответственно. Роджер как и в 2017 году решил пропустить весь грунтовый отрезок сезона, для подготовки к любимой травяной части сезона. К началу Уимблдона фаворитом подошел отдохнувший Федерер, но он неожиданно оступился в 1/4 финала ведя 2:0 по сетам и имея матчбол. В полуфинал противоположной части сетки скрытый финал разыграли Джокович и Надаль, Джокович победил в драматичном 5 сетовом матче (10:8 в пятом сете), а затем легко выиграл финал, свой 13 турнир Большого Шлема. Новак набрал великолепную форму под конец сезона, выиграл 2 мастерса и US Open и досрочно завершил год в статусе 1-й ракетки мира.

## Результаты на турнирах Grand Slams, ATP World Tour Finals, Masters 1000 и Олимпиадах
(на 18 августа 2025)
| Игрок    | ТБШ   | ТБШ   | ТБШ  | ТБШ  | ТБШ   | Weeks at №1 | Year-end №1 | ATP Finals | ATP World Tour Masters 1000 | ATP World Tour Masters 1000 | ATP World Tour Masters 1000 | ATP World Tour Masters 1000 | ATP World Tour Masters 1000 | ATP World Tour Masters 1000 | ATP World Tour Masters 1000 | ATP World Tour Masters 1000 | ATP World Tour Masters 1000 | ATP World Tour Masters 1000 | ОИ         | Выиграно разных турниров | BIG Titles |
| Игрок    | АО    | РГ    | УИМ  | ЮСО  | Итого | Weeks at №1 | Year-end №1 | ATP Finals | Титулов                     | ИУЭ                         | МАЙ                         | МОН                         | МАД/ГАМ                     | РИМ                         | КАН                         | ЦИН                         | ШАН/МАД                     | ПАР                         | ОИ         | Выиграно разных турниров | BIG Titles |
| Джокович | П(10) | П(3)  | П(7) | П(4) | 24    | 428         | 8           | 7          | 40                          | П(5)                        | П(6)                        | П(2)                        | П(3+0)                      | П(6)                        | П(4)                        | П(3)                        | П(4+0)                      | П(7)                        | Золото(1)  | 15/15                    | 72         |
| Надаль   | П(2)  | П(14) | П(2) | П(4) | 22    | 209         | 5           | 0          | 36                          | П(3)                        | Ф(5)                        | П(11)                       | П(4+1)                      | П(10)                       | П(5)                        | П(1)                        | П(0+1)                      | Ф(1)                        | Золото(1)  | 12/15                    | 59         |
| Федерер  | П(6)  | П(1)  | П(8) | П(5) | 20    | 310         | 5           | 6          | 28                          | П(5)                        | П(4)                        | Ф(4)                        | П(2+4)                      | Ф(4)                        | П(2)                        | П(7)                        | П(2+1)                      | П(1)                        | Серебро(1) | 12/15                    | 54         |
| Маррей   | Ф(5)  | Ф(1)  | П(2) | П(1) | 3     | 41          | 1           | 1          | 14                          | Ф(1)                        | П(2)                        | 1/2(3)                      | П(1+0)                      | П(1)                        | П(3)                        | П(2)                        | П(3+1)                      | П(1)                        | Золото(2)  | 11/15                    | 20         |

- Weeks at №1 - Количество недель, проведенных на 1-й строчке в рейтинге ATP
- Year-end №1 - Количество сезонов, которые игрок закончил в ранге 1-й ракетки мира
- BIG Titles - так называемые "Большие титулы", к ним относятся ТБШ, Итоговые турниры года, Мастерсы, ОИ (Олимпийские игры в одиночном разряде)
- На данный момент Роджер Федерер (2021), Энди Маррей (2024) и Рафаэль Надаль (2024) завершили свои спортивные карьеры

## Личные встречи
Личные встречи между игроками «Большой четвёрки»
|          | Джокович | Надаль | Федерер | Маррей | Итого | % Побед |
| Джокович |          | 31-29  | 27-23   | 25-11  | 83-63 | 56,85   |
| Надаль   | 29-31    |        | 24-16   | 17-7   | 70-54 | 56,45   |
| Федерер  | 23-27    | 16-24  |         | 14-11  | 53-62 | 46,09   |
| Маррей   | 11-25    | 7-17   | 11-14   |        | 29-56 | 34,12   |

## Финалы турниров

### Финалы турниров большого шлема
|          | Джокович | Надаль  | Федерер | Маррей  | Итого | % Побед |
| Джокович |          | 9 (4-5) | 5 (4-1) | 7 (5-2) | 13-8  | 61,91   |
| Надаль   | 9 (5-4)  |         | 9 (6-3) | 0 (0-0) | 11-7  | 61,11   |
| Федерер  | 5 (1-4)  | 9 (3-6) |         | 3 (3-0) | 7-10  | 41,18   |
| Маррей   | 7 (2-5)  | 0 (0-0) | 3 (0-3) |         | 2-8   | 20,00   |

### Финалы турниров серии ATP Masters 1000
|          | Джокович | Надаль   | Федерер  | Маррей   | Итого | % Побед |
| Джокович |          | 14 (7-7) | 8 (5-3)  | 10 (5-5) | 17-15 | 53,12   |
| Надаль   | 14 (7-7) |          | 12 (7-5) | 2 (1-1)  | 15-13 | 53,57   |
| Федерер  | 8 (3-5)  | 12 (5-7) |          | 2 (0-2)  | 8-14  | 36,36   |
| Маррей   | 10 (5-5) | 2 (1-1)  | 2 (2-0)  |          | 8-6   | 57,14   |

### Все финалы
|          | Джокович   | Надаль     | Федерер    | Маррей    | Итого | % Побед |
| Джокович |            | 28 (15-13) | 19 (13-6)  | 19 (11-8) | 39-27 | 59,09   |
| Надаль   | 28 (13-15) |            | 24 (14-10) | 4 (1-3)   | 28-28 | 50,00   |
| Федерер  | 19 (6-13)  | 24 (10-14) |            | 8 (5-3)   | 21-30 | 41,18   |
| Маррей   | 19 (8-11)  | 4 (3-1)    | 8 (3-5)    |           | 14-17 | 45,16   |

### Выигранных турниров подряд
Количество титулов на одном турнире подряд (не менее 4).
| №  | Спортсмен      | Турнир                       | Годы      | кол. |
| -- | -------------- | ---------------------------- | --------- | ---- |
| 1. | Рафаэль Надаль | ATP Masters 1000 Monte Carlo | 2005-2012 | 8    |
| 2. | Роджер Федерер | Wimbledon                    | 2003-2007 | 5    |
| 2. | Роджер Федерер | US Open                      | 2004-2008 | 5    |
| 2. | Рафаэль Надаль | Roland Garros                | 2010-2014 | 5    |
| 2. | Рафаэль Надаль | Barcelona (ATP 500)          | 2005-2009 | 5    |
| 6. | Рафаэль Надаль | Roland Garros                | 2005-2008 | 4    |
| 6. | Рафаэль Надаль | Roland Garros                | 2017-2020 | 4    |
| 6. | Новак Джокович | Wimbledon                    | 2018-2022 | 4    |
| 6. | Новак Джокович | ATP Finals                   | 2012-2015 | 4    |
| 6. | Роджер Федерер | Halle (ATP 500)              | 2003-2006 | 4    |
| 6. | Новак Джокович | Beijing (ATP 500)            | 2012-2015 | 4    |